# Le saut de l'ange
Le saut de l'ange (titulada: El Cobra en Argentina y Los secuaces en España) es una película franco-italiana de drama y crimen de 1971, dirigida por Yves Boisset, que a su vez la escribió junto a Richard Winckler y Claude Veillot, es una adaptación de una novela de Bernard-Paul Lallier, musicalizada por François de Roubaix, en la fotografía estuvo Jean Boffety y los protagonistas son Jean Yanne, Senta Berger y Sterling Hayden, entre otros. El filme fue producido por Lira Films, Les Films Océanic e International Apollo Films; se estrenó el 21 de septiembre de 1971.

## Sinopsis
Una historia de ajuste de cuentas entre el único sobreviviente de un clan mafioso, retirado hace años en Tailandia, forzado a regresar a Marsella para enfrentarse a un despreciable constructor que quiere meterse en la política.